# 千葉県道74号多古笹本線
千葉県道74号多古笹本線（ちばけんどう74ごう たこささもとせん）は、千葉県香取郡多古町から銚子市笹本町を結ぶ県道（主要地方道）である。

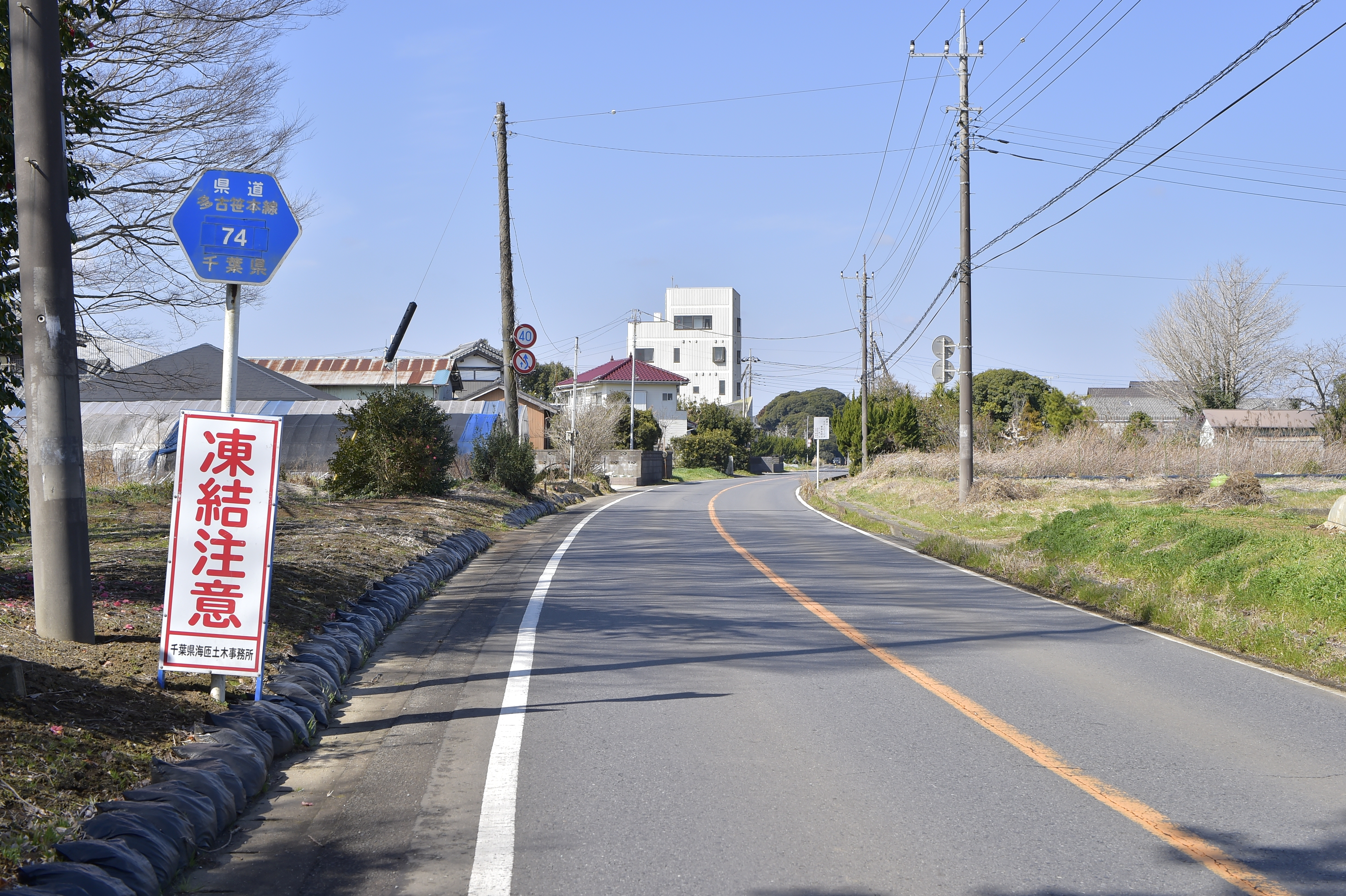
千葉県道74号多古笹本線
旭市鏑木（2023年3月）

## 路線データ
- 起点：香取郡多古町染井（染井、国道296号・千葉県道79号横芝下総線交点）
- 終点：銚子市笹本町（笹本町、国道356号旧道交点）
- 総延長：*.* km（成田土木事務所管内区間：6.891 km[1]、海匝土木事務所管内：*.* km、香取土木事務所管内：4.587 km[2]）
- 重用延長：*.* km（成田土木事務所管内区間：0.014 km、海匝土木事務所管内：*.* km、香取土木事務所管内：0.0 km）
- 未供用延長：なし（成田土木事務所管内区間：0.0 km、海匝土木事務所管内：*.* km、香取土木事務所管内：0.0 km）
- 実延長：*.* km（成田土木事務所管内区間：6.877 km[1]、海匝土木事務所管内：*.* km、香取土木事務所管内：4.587 km[2]）

## 歴史
- 時期不明：路線ナンバリング変更。旧ナンバリングは県道90号多古笹本線。
- 2015年（平成27年）3月30日：香取郡多古町多古地先の多古笹本線バイパスの未通区間（0.5km）供用開始により、多古笹本線バイパス（L=1.1km）が全線開通[3]（2車線[4]）。

## 路線状況

### 道路施設
- 道の駅多古

## 地理

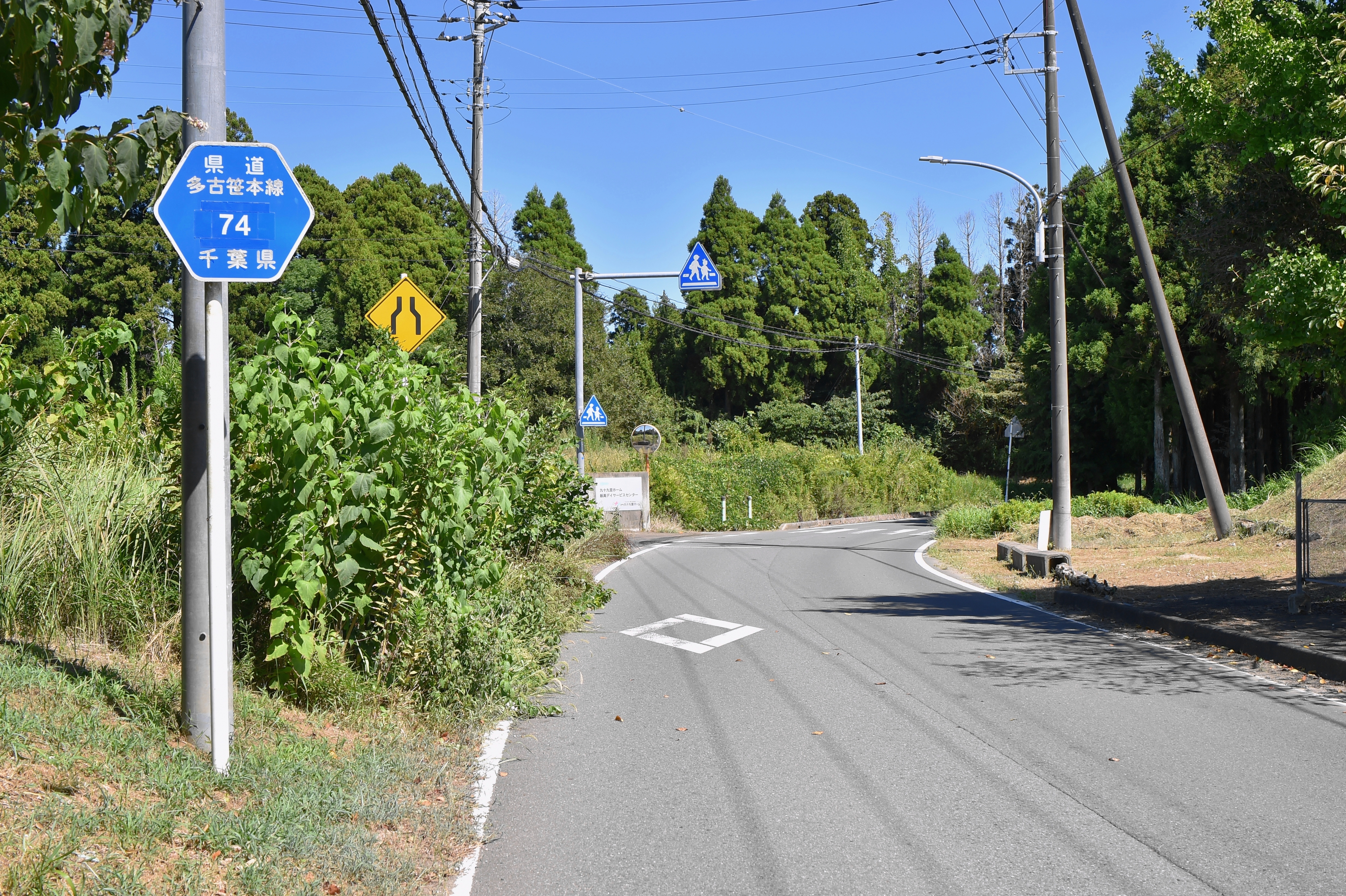
匝瑳市飯高（2023年9月）

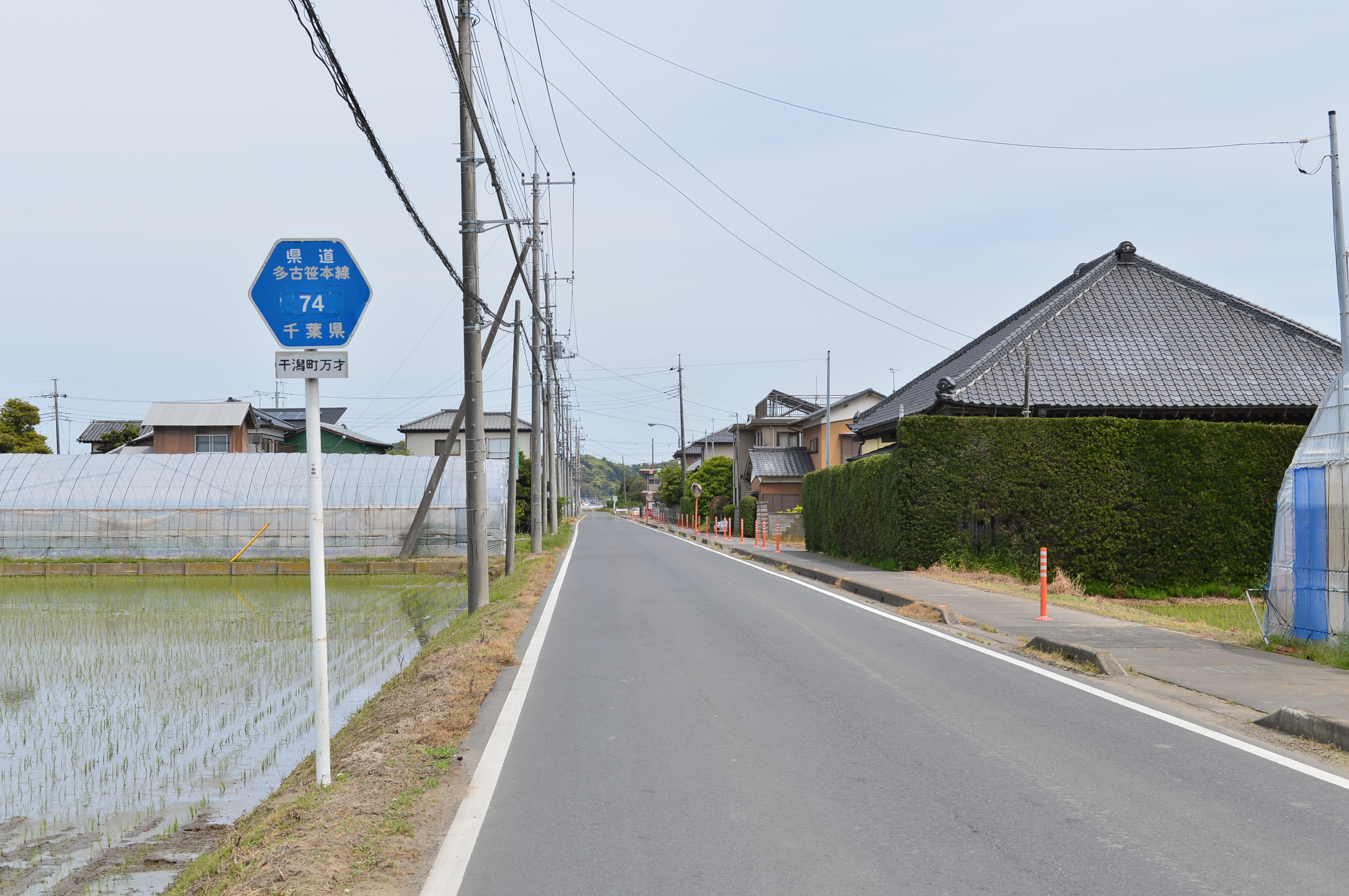
旭市萬歳（2015年5月）

### 通過する自治体
- 千葉県
  - 香取郡多古町 - 匝瑳市 - 旭市 - 香取郡東庄町 - 銚子市

### 交差する道路
- 国道296号・千葉県道79号横芝下総線（起点）
- 千葉県道120号多古栗源線（香取郡多古町多古）
- 千葉県道106号八日市場佐倉線（香取郡多古町南中）
- 千葉県道127号多古山田線（香取郡多古町南中）
- 千葉県道16号佐原八日市場線（匝瑳市・飯高）
- 千葉県道114号八日市場山田線（匝瑳市大寺 - 旭市鏑木）
- 千葉県道56号佐原椿海線（旭市鏑木）
- 千葉県道28号旭小見川線（旭市清和甲）
- 千葉県道266号旭笹川線（旭市万歳）
- 千葉県道265号小見川海上線（香取郡東庄町八重穂 - 小南）
- 国道356号旧道（終点）